# RK Zagreb
RK Zagreb eller Rukometni Klub Zagreb er en håndboldklub fra Zagreb i Kroatien. Klubben deltager i den bedste håndboldliga i Kroatien, hvor de har vundet det kroatiske mesterskab hele 16 gange.
Klubben blev grundlagt i 1922. 
Klubbens hjemmebane er Arena Zagreb hvor der er plads til ca. 15000 tilskurere. 